# An den Herbst

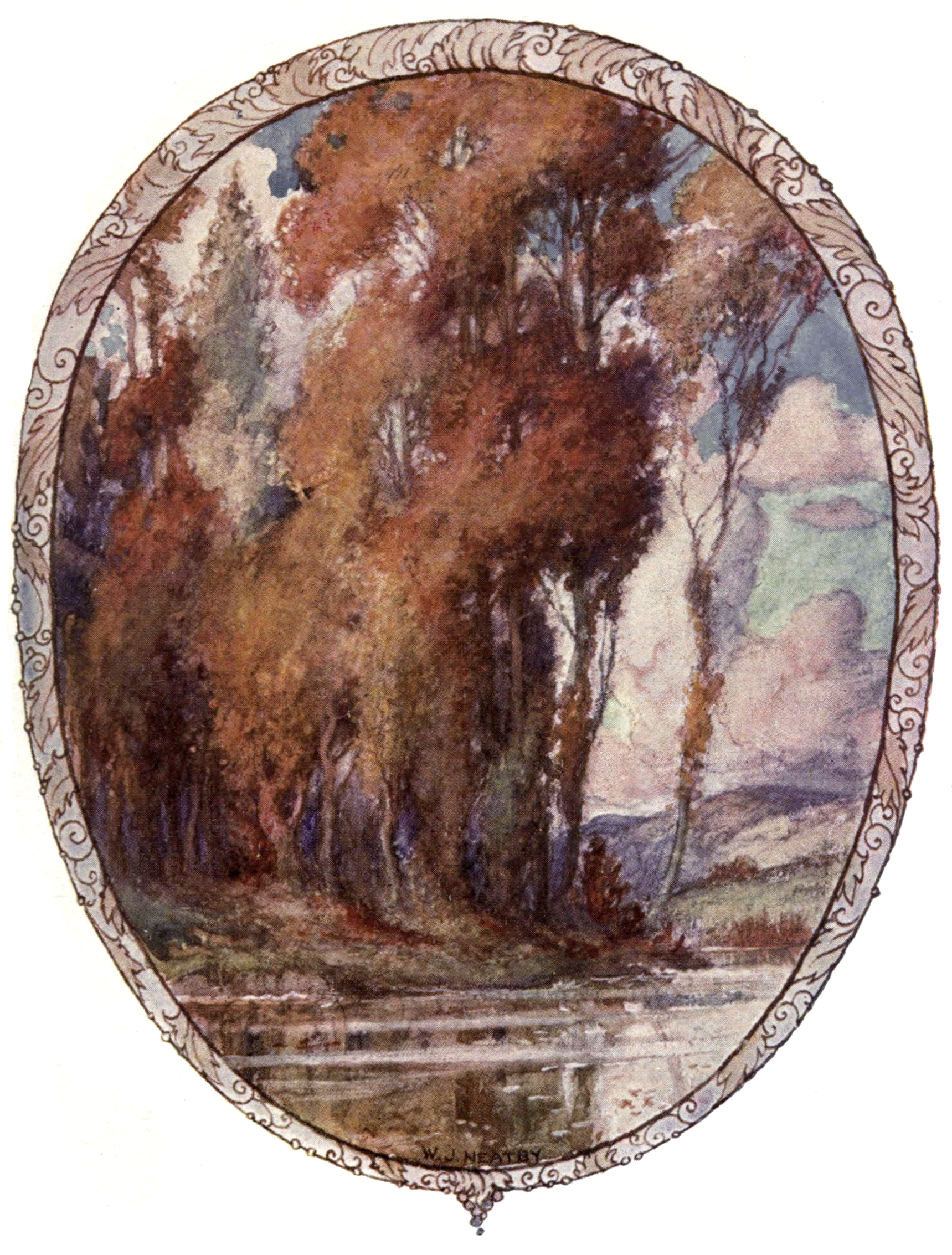
Illustration zu „An den Herbst“ von William James Neatby aus „A Day with Keats“ 1899

„An den Herbst“ (englisch To Autumn oder Ode to Autumn) ist eine Ode des Dichters der englischen Romantik John Keats (1795–1821). Das Gedicht wurde am 19. September 1819 fertiggestellt und 1820 in einem Band zusammen mit Lamia und The Eve of St. Agnes veröffentlicht. „An den Herbst“ ist das letzte einer Reihe von Gedichten, die als „Keats’ Oden von 1819“ bekannt sind. Obwohl er 1819 aufgrund persönlicher Schwierigkeiten wenig Zeit hatte, sich der Lyrik zu widmen, verfasste er das Gedicht „An den Herbst“ nach einem Spaziergang an einem Herbstabend in der Nähe von Winchester. Dieses Werk kennzeichnet das Ende seiner Entwicklung als Lyriker, da er wegen Geldmangels eine Arbeit aufnehmen musste, die ihm den Lebensstil eines freischaffenden Poeten nicht mehr erlaubte. Wenig mehr als ein Jahr nach der Veröffentlichung des Gedichts starb Keats in Rom.
Das Gedicht besteht aus drei elf-zeiligen Strophen, die eine Entwicklung der Natur, besonders der Pflanzenwelt, im Verlauf der Jahreszeit schildern. Diese Entwicklung beginnt mit der späten Reifung der Feldfrüchte bis zur Ernte und endet mit den letzten Herbsttagen, an denen sich der Winter schon fühlbar ankündigt. Die Metaphorik ist vielfältig und lebendig aufgrund der Personifizierung des Herbstes und der Beschreibung seiner reichen Gaben und der sinnlichen Eindrücke. Parallelen zur englischen Landschaftsmalerei der Zeit sind deutlich erkennbar, Keats selbst beschreibt außerdem, die Wirkung der Stoppelfelder seiner Wanderung sei der von Darstellungen in Gemälden ähnlich. Das Werk wurde als Gedenken des Todes, als Meditation gedeutet und als Allegorie des dichterischen Schöpfungsaktes, darüber hinaus als Keats’ Antwort auf das Peterloo-Massaker, das sich im selben Jahr ereignete; nicht zuletzt als Ausdruck von Nationalgefühl. Als eines der häufigsten Gedichte in Gedichtsammlungen wurde es häufig von Literaturkritikern als eines der vollkommensten kurzen Gedichte der englischen Sprache erachtet.

## Hintergrund

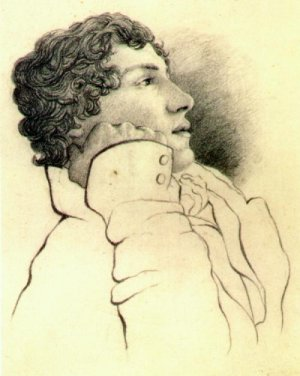
Skizze von Keats von Charles Brown, erstellt im August 1819, einen Monat vor der Niederschrift von „An den Herbst“

Im Frühjahr 1819 verfasste Keats viele seiner großen Oden: „Ode on a Grecian Urn“, „Ode on Indolence“, „Ode on Melancholy“, „Ode to a Nightingale“ und „Ode to Psyche“. Ab Anfang Juni widmete er sich anderen lyrischen Formen, darunter der Verstragödie „Otho the Great“. Hierbei arbeitete er mit seinem Freund und Stubengenossen Charles Brown zusammen. Er stellte außerdem die zweite Hälfte von „Lamia“ fertig und kehrte zu seinem unvollendeten Epos Hyperion zurück. Bis zum Herbst war er ganz und gar auf eine Laufbahn als Lyriker ausgerichtet, er wechselte zwischen längeren und kürzeren Gedichten und verfolgte das selbstgesetzte Ziel, mehr als 50 Verszeilen täglich zu verfassen. In der frei bleibenden Zeit las er die unterschiedlichsten Werke, von Robert Burtons Anatomy of Melancholy über Thomas Chattertons Gedichte, bis hin zu den Essays von Leigh Hunt.
Trotz seiner dichterischen Produktivität litt Keats 1819 das ganze Jahr hindurch unter finanziellen Schwierigkeiten, zu denen die seines Bruders George kamen, der nach Amerika ausgewandert war und seither unter Geldnot litt. Diese Widrigkeiten ließen ihm aber dennoch die Zeit, am 19. September sein Herbstgedicht niederzuschreiben. Es markiert den letzten Moment seiner dichterischen Laufbahn. Da er es sich nicht mehr leisten konnte, seine Zeit dem Verfassen von Gedichten zu widmen, arbeitete er an gewinnträchtigeren Unternehmungen. Sein sich verschlechternder Gesundheitszustand und persönliche Belastungen waren weitere Hindernisse für die Weiterführung seiner dichterischen Bemühungen.
Am 19. September 1819 wanderte Keats in der Nähe von Winchester entlang dem River Itchen. In einem Brief an seinen Freund John Hamilton Reynolds schildert Keats am 21. September den Eindruck, den die Landschaft auf ihn gemacht hatte und ihren Einfluss auf die Gestaltung des Herbstgedichts: „Wie schön die Jahreszeit nun ist – wie fein die Luft. Eine abgemilderte Schärfe liegt in ihr […] Ich mochte niemals Stoppelfelder so wie jetzt […] Irgendwie wirkt ein Stoppelfeld warm - wie Bilder warm wirken - dies beeindruckte mich so sehr bei meinem Sonntagsspaziergang, dass ich es in dichterische Worte fasste […].“ Nicht alles in seiner Gedankenwelt war zu dieser Zeit erfreulich; dem Dichter war schon im September bewusst, dass er die Arbeit am „Hyperion“ endgültig aufgeben musste. Auch in einer Anmerkung des Briefes an Reynolds vermerkt Keats, dass er dieses lange Gedicht aufgegeben habe. Er sandte Reynolds das Herbstgedicht nicht zu, sondern schickte es mit einem gleichdatierten Brief an Richard Woodhouse, seinen Verleger und Freund.
Das Gedicht ging nach einer Überarbeitung in die Gedichtsammlung von 1820 ein, die Keats unter dem Tite Lamia, Isabella, the Eve of St. Agnes, and Other Poems veröffentlichte. Die Verleger fürchteten ablehnende Kritiken ähnlich denen, die 1818 die Ausgabe des Endymion begleitet hatten. Sie willigten aber unter der Voraussetzung in die Veröffentlichung ein, dass vorher jedes möglicherweise kontroverse Gedicht entfernt würde. Man wollte politisch motivierte Kritik vermeiden, um den Ruf des Gedichtbandes nicht zu gefährden.

## Der Text
Season of mists and mellow fruitfulness

Close bosom-friend of the maturing sun

Conspiring with him how to load and bless

With fruit the vines that round the thatch-eves run;

To bend with apples the moss’d cottage-trees,

And fill all fruit with ripeness to the core;

To swell the gourd, and plump the hazel shells

With a sweet kernel; to set budding more,

And still more, later flowers for the bees,

Until they think warm days will never cease,

For Summer has o’er-brimm’d their clammy cells.

Who hath not seen thee oft amid thy store?

Sometimes whoever seeks abroad may find

Thee sitting careless on a granary floor,

Thy hair soft-lifted by the winnowing wind;

Or on a half-reap’d furrow sound asleep,

Drows’d with the fume of poppies, while thy hook

Spares the next swath and all its twined flowers:

And sometimes like a gleaner thou dost keep

Steady thy laden head across a brook;

Or by a cider-press, with patient look,

Thou watchest the last oozings hours by hours.

Where are the songs of Spring? Ay, where are they?

Think not of them, thou hast thy music too,–

While barred clouds bloom the soft-dying day,

And touch the stubble-plains with rosy hue;

Then in a wailful choir the small gnats mourn

Among the river sallows, borne aloft

Or sinking as the light wind lives or dies;

And full-grown lambs loud bleat from hilly bourn;

Hedge-crickets sing; and now with treble soft

The red-breast whistles from a garden-croft;

And gathering swallows twitter in the skies.
Übersetzung:
Du Zeit der Nebel und der reifen Fruchtbarkeit,

Der späten Sonne wie ein Herzensfreund verbunden,

Die, mit der Zeit dazu verschworen, zu segnen alle Reben,

Die ums Strohdach ranken, und sie mit Frucht zu füllen.

Die Bäume, moosbedeckt, mit Äpfeln zu beladen

Und alle Früchte bis zum Kern hinein zu reifen;

Den Kürbis aufzuschwellen, und die süßen Haselkerne

In ihre pralle Schal’ zu treiben; die späte Pracht

Der Blüten für die Bienen anzusetzen,

Die glauben, dass die Sonnentage niemals enden,

Solang der Sommer ihre Waben bis zum Rande füllt.

Wer sah dich nicht in deinem Speicher oft?

Wer draußen suchte, fand dich manchmal dort

Sorglos am Boden des Getreidelagers sitzen,

Dein Haar erhoben von dem sanften Wind;

Oder im Tiefschlaf auf der abgeerntet’ Furche

Vom Hauch des Mohns betäubt, derweil dein Haken

Die nächste Schwade schont, mit den umschlungenen Blumen;

Manchmal, dem ruhigen Ährenleser gleich

Querst du mit schwer beladnem Kopf den Bach,

Und bei der Apfelpresse, mit beruhigtem Blick

Siehst du die letzten Stunden still versickern.

Wo sind des Frühlings Lieder? Ja, wo sind sie?

Denk nicht an diese, hast du doch auch die deinen, –

Wolken wie Federn lassen sanft den Toten-Tag erblühen

Und in Berührung alle Stoppelfelder rosenfarbig scheinen;

In Totenklage tönt sodann der Chor der Mücken

Über dem Flusse auf- und abgetragen in den Weiden

Von leichtem Wind, der immer anschwillt und erstirbt;

Und große Lämmer blöken laut vom Bach am Hang;

Grillengesang ertönt; und nun mit Pfeifen sanft

Ertönt ein Rotkehlchen vom Gartenzaune her;

Und in den Himmeln zwitschern froh vereint die Schwalben.

## Thematik
„To Autumn“ beschreibt in drei Strophen drei verschiedene Aspekte des Herbstes, seine Fruchtbarkeit, seinen Arbeitsreichtum und seinen schließlichen Verfall. Im Verlauf der Strophen gibt es eine Entwicklung vom frühen Herbst bis zur Herbstmitte und von dort zur Ankündigung des Winters. In Übereinstimmung damit schildert das Gedicht den Verlauf eines Tags vom Morgen bis zum Mittag und zur Abenddämmerung. Diese Entwicklung entspricht außerdem einem Wechsel der sinnlichen Wahrnehmung vom Tastsinn über das Sehen bis zum Hören. Diese dreifache Symmetrie ist nur in dieser Ode zu finden.
Im Verlauf des Gedichts wird der Herbst metaphorisch als Verschwörer dargestellt, der die Früchte reifen lässt, der erntet und musiziert. In der ersten Strophe fördert der personifizierte Herbst die Naturvorgänge, Reifung und Wachstum, die in der Natur gegensätzlich wirken, aber gemeinsam den Eindruck vermitteln, dass der Herbst nicht enden wird. In dieser Strophe reifen die Früchte noch und die Blüten öffnen sich noch im warmen Wetter. Stuart Sperry sieht hier eine Betonung des Tastsinnes, die durch die Metaphorik des Wachstums und der sanften Bewegung, des Schwellens der Früchte und Biegens der Äste wie der prallen Fülle der Haselnüsse angedeutet wird.

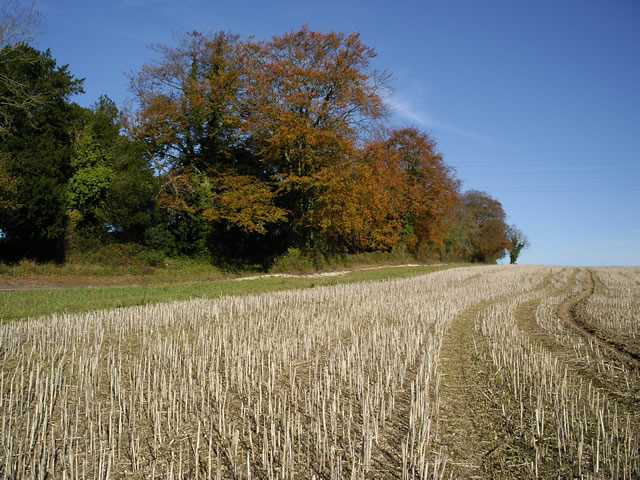
Feld nach der Ernte in Hampshire

In der zweiten Strophe wird der Herbst als Ernter personifiziert, der vom Betrachter in mehreren Verkleidungen und Rollen erlebt wird und Arbeiten verrichtet, die für die Versorgung des kommenden Jahres wesentlich sind. Es fehlt eine bestimmte Handlungsweise, alle Bewegungen sind sanft. Der Herbst wird nicht wirklich bei der Erntearbeit dargestellt, er sitzt, ruht sich aus oder beobachtet. In den Zeilen 14–15 wird er als erschöpfter Landarbeiter dargestellt. Gegen Ende, in den Zeilen 19–20, hebt die Stetigkeit des Ährenlesers wieder die Bewegungslosigkeit im Gedicht hervor. Der fortschreitende Tag zeigt sich in Ereignissen, die alle die Schläfrigkeit des Nachmittags suggerieren: Das geerntete Getreide wird geworfelt, der Ernter ist eingeschlafen oder kehrt nach Hause zurück, aus der Presse rinnen die letzten Tropfen des Apfelsaftes.
Die letzte Strophe stellt die Geräusche des Herbstes denen des Frühlings gegenüber. Es sind nicht nur die des Herbstes, sondern die des Abends. Mücken klagen und Lämmer blöken in der Dämmerung. Mit der Ankunft der Nacht innerhalb der letzten Momente des Lieds nähert sich langsam der Tod am Rande des Jahresendes. Die ausgewachsenen Lämmer, werden wie die Trauben und die Haselnüsse „geerntet“ werden. Die zwitschernden Schwalben versammeln sich zum Abflug, die Felder lassen sie leer zurück. Das zwitschernde Rotkehlchen und die zirpende Grille erzeugen die typischen Wintergeräusche. Die Anspielungen auf den Frühling mit den wachsenden Lämmern und den wandernden Schwalben erinnern den Leser an den Jahreskreis der Jahreszeiten. So öffnet sich der Horizont hier in der letzten Strophe von der einzelnen Jahreszeit hin zum Leben im Allgemeinen.
Von allen seinen Gedichten ist „To Autumn“ mit den vielen konkreten Bildern einer Darstellung eines irdischen Paradieses am nächsten. Keats verbindet auch archetypische Symbole mit dieser Jahreszeit: Der Herbst stellt Wachstum, Reife und schließlich den nahenden Tod dar. Ideal und Realität verbinden sich zu einer Einheit, in der das Ideal im Leben Erfüllung findet.
Literaturwissenschaftler haben auf eine Reihe von literarischen Einflüssen verwiesen, etwa auf Virgils Georgica, Edmund Spensers Mutability Cantos, auf die Sprache von Thomas Chatterton, Samuel Taylor Coleridges Frost at Midnight, und einen Herbstessay von Leigh Hunt, den Keats vorher gelesen hatte.
„To Autumn“ ist thematisch mit anderen Oden verbunden, die Keats 1819 schrieb. In seiner „Ode to Melancholy“ ist die Annahme des Lebensprozesses ein wesentliches Thema. Im Herbstgedicht tritt dieses Thema jedoch mit einem Unterschied auf. Die Figur des Dichters verschwindet hier, es gibt keine Anrede und Aufforderung eines imaginären Lesers. Es gibt keine offenen Konflikte, auch „dramatische Debatten, Protest und Wertung fehlen“. Im Prozess der Entwicklung gibt es eine Harmonie zwischen der Finalität des Todes und den Hinweisen auf eine Erneuerung des Lebens im Kreislauf der Jahreszeiten, in Übereinstimmung mit der Erneuerung eines einzelnen Tages.
Rezensenten haben üblicherweise verschiedenen Aspekte des Entwicklungsprozesses hervorgehoben. Einige betonten die Erneuerung: Walter Jackson Bate weist darauf hin, dass jede Strophe gegensätzliche Vorstellungen einschließt, hier beispielsweise die Vorstellung des Todes, die, wenn auch indirekt, auf die Erneuerung des Lebens verweist. Bate und Jennifer Wagner zeigen auf, dass der Aufbau der Verse die Erwartung des Kommenden verstärkt. Das Couplet vor dem Ende jeder Strophe schafft Spannung und betont die Leitidee der Kontinuität.
Harold Bloom dagegen betonte die „erschöpfte Landschaft“, die Vollendung, die Zielrichtung auf den Tod, obwohl „der Winter hier wie ein Mensch kommt, der zu sterben hofft, mit einer natürlichen Süße“. Wenn Tod für sich genommen endgültig ist, kommt er hier doch mit einer Leichtigkeit und Weichheit, die auch als Hinweis auf eine „Annahme des Vorgangs jenseits der Möglichkeit der Sorge.“ verstanden werden kann. Wachstum ist nicht länger nötig, die Reifung ist abgeschlossen, Leben und Tod sind in Harmonie. Die Beschreibung des Kreislaufs hilft dem Leser sich als Teil „von etwas Größerem als dem Selbst“ zu fühlen, wie James O’Rourke es ausdrückt, aber der Kreis der Jahreszeiten kommt jedes Jahr wieder an sein Ende, analog zum Ende des einzelnen Lebens. O’Rourke regt an, dass eine Art Furcht vor dem Ende am Schluss des Gedichts subtil impliziert wird, obwohl anders als in den anderen großen Oden die Person des Dichters völlig aufgehoben ist. Es gibt also allenfalls eine schwache Andeutung der Angst, die Keats möglicherweise selbst fühlte.
Helen Vendler sieht in „To Autumn“ eine Allegorie der dichterischen Schöpfung. Wie der Bauer die Früchte des Feldes in Lebensmittel verarbeitet, so der Künstler die Erfahrung des Lebens in eine symbolische Ordnung, die den menschlichen Geist erhalten und fördern kann. Zu diesem Vorgang gehört ein Element der Selbstaufopferung des Künstlers, analog dem Opfer des Korns, das der Ernährung des Menschen dient. Das Herbstgedicht verwandelt alle Sinneswahrnehmungen der Welt in seinen Rhythmus und seine Musik.
In einem Essay von 1979 vertrat Jerome McGann die These, das Herbstgedicht sei indirekt durch historische Ereignisse beeinflusst worden, Keats habe aber die politische Landschaft seiner Zeit absichtlich ignoriert. Dagegen arbeiteten Andrew Bennett, Nicholas Roe und andere die ihrer Meinung nach vorhandenen politischen Anspielungen des Gedichtes heraus. Roe war der Ansicht, es gebe eine direkte Verbindung zum Peterloo-Massaker von 1819. Später wies Paul Fry gegen McBann darauf hin, Keats’ Gedicht vermeide keineswegs das Thema sozialer Gewalt, da es ausdrücklich von der Begegnung mit dem Tod handle. Es sei aber keine „politisch kodierte Flucht aus der Geschichte“. McGann habe demgegenüber beabsichtigt, Keats gegen den Vorwurf politischer Naivität zu schützen, indem er behauptete, er sei ein eingeschüchterter und verstummter Radikaler.
1999 interpretierte Alan Bewell die Landschaftsdarstellung als Allegorie des englischen biomedizinischen Klimas, das er vor allem durch die Einflüsse der Kolonien gefährdet sah. Keats, der medizinisch gebildet war, selbst unter chronischen Krankheiten litt und den „Kolonialdiskurs“ kannte, war sich dessen sehr bewusst.
Nach Bewells Auffassung stellt die Landschaft des Herbstgedichts eine gesunde Alternative zum krankhaften Klima dar. Trotz des „feuchtkalten“ Aspektes des Fiebers, der Überreife, die mit den Tropen assoziiert wird, werden diese Elemente, die nicht mehr so hervorstechen wie in den früheren Gedichten, durch die trockene Luft des ländlichen England ausgeglichen. Bei seiner Darstellung von Elementen des besonderen englischen Landschaft in seiner Umgebung stand Keats unter dem Einfluss des zeitgenössischen Dichters und Essayisten Leigh Hunt, der kurz vorher von der Ankunft des Herbstes mit seiner Wanderung von Vögeln, besonders der Schwalben, dem Ende der Ernte und der Herstellung des Apfelmosts geschrieben hatte, wie auch der englischen Landschaftsmalerei und der „rein“ englischen Idiomatik der Lyrik Thomas Chattertons. Bewell ist der Ansicht, Keats zeige zum einen „einen sehr persönlichen Ausdruck eines Wunsches nach Gesundheit“, zum anderen schaffe er aber den „Mythos einer nationalen Umwelt“. Dieses „politische“ Element des Gedichts wurde nach Bewells Darstellung bereits von Geoffrey Hartman unterstellt. Er sah in Keats' Herbstgedicht „ein ideologisches Gedicht, dessen Form eine nationale Idee ausdrückt“.
Thomas McFarland mahnte im Jahre 2000 zur Vorsicht. Man solle die „politische, soziale oder historische Lesart nicht überbetonen“, die von der „vollendeten Oberfläche und Blüte“ ablenke. Das Wichtigste seien die konzentrierte Metaphorik und die anspielungsreiche Anrufung der Natur. Sie vermittelten die „wechselseitige Durchdringung von Lebendigkeit und Sterblichkeit in der eigentlichen Natur des Herbstes“.

## Aufbau
Es handelt sich um ein Gedicht mit drei Strophen, von denen jede 11 Zeilen aufweist. Wie bei den anderen Gedichten, die 1819 geschrieben wurden, entspricht der Aufbau einer Ode aus Strophe, Antistrophe und Epode. Sie haben eine Zeile mehr als die anderen Oden und stellen vor die Endzeile jeweils einen Zweizeiler.
Die dichterischen Techniken hatte Keats schon vorher vervollkommnet, er weicht aber vom Bisherigen ab, wenn er etwa den Erzähler weglässt und eher konkrete Vorstellungen benutzt. Es gibt auch keine der bisher üblichen dramatischen Entwicklungen und Bewegungen. Die Thematik entwickelt sich nicht sprunghaft, sondern schreitet langsam unter den gleichbleibenden Gegenständen voran. Walter Jackson Bate beschrieb dies als „Vereinigung von Fortschreiten und Beständigkeit“, „Energie im Ruhezustand“ – ein Effekt, den Keats selbst „stationing“ (Stehenlassen) nannte. Zu Beginn der dritten Strophe gebraucht er das dramatische Ubi sunt, ein Stilmittel, das mit Melancholie verbunden ist, und fragt das personifizierte Subjekt: „Wo sind die Frühlingslieder?“
Der Iambische Pentameter bestimmt auch hier die Form, wenn auch von Anfang an ziemlich stark modifiziert. Keats variiert dies Form mithilfe der Augustäischen Inversion, wobei eine betonte Silbe am Versanfang steht: „Zeit der Nebel und der sanften Fruchtbarkeit“; er gebraucht hier auch Spondeen mit jeweils zwei hintereinander folgenden emphatisch wirkenden Betonungen am Zeilenanfang: “Who hath not seen thee…”, “Where are the songs…?”
Das Reimschema folgt dem ABAB-Muster des Sonnets, auf das anfangs CDEDCCE und CDECDDE in den weiteren Strophen folgt, also ein Couplet in den zwei vorletzten Verszeilen enthält. Die sprachlichen Mittel erinnern vielfach an Endymion, Sleep and Poetry und Calidore. Keats benutzt charakteristischerweise monosyllabische Wörter etwa in „…how to load and bless with fruit the vines that round the thatch-eves run.“ Die Wörter werden durch bilabiale Konsonanten (b, m, p) hervorgehoben, etwa in der Zeile „…for Summer has o’er-brimm’d their clammy cells.“ Auch Langvokale werden bewusst eingesetzt um dem Gedicht ein angemessenes langsames Schritttempo zu geben: „…while barred clouds bloom the soft dying day“.
Vor der Veröffentlichung überarbeitete Keats die Sprache des Gedichts. „Drows’d with red poppies“ änderte er in „Drows’d with the fume of poppies“, um den Geruch stärker zu betonen als die Farbe. „While a gold cloud“ wird zu „While barred clouds“, ein attributives Partizip wird eingefügt, das den Wolken einen passiveren Charakter gibt. „Whoever seeks for thee may find“ wird durch „whoever seeks abroad may find“ ersetzt. Viele der Zeilen der zweiten Strophe wurden gänzlich neu geschrieben, in erster Linie diejenigen, die nicht in ein Reimschema passten. Kleinere Änderungen betreffen die zusätzlichen Satzzeichen und die Großschreibung.

## Rezeption
In einvernehmlichem Lob haben Literaturkritiker wie Literaturwissenschaftler To Autumn zu einem der besten Gedichte in englischer Sprache erklärt. A.C. Swinburne stellte es mit der Ode on a Grecian Urn als „die der Perfektion nächste“ von allen Oden Keats’ dar. Aileen Ward bezeichnete sie als „Keats’ vollkommenstes und am wenigsten belastetes Gedicht“; Douglas Bush stellte fest, das Gedicht sei „makellos in Aufbau, Textur, Ton und Rhythmus “; Walter Evert schrieb 1965, „To Autumn“ sei „das einzige vollkommene Gedicht, das Keats je geschrieben hat – und falls dies seiner außerordentlichen Bereicherung der englischen Dichtungstradition Abbruch zu tun scheint, möchte ich schnell hinzufügen, dass ich an die absolute Vollkommenheit in ganzen Gedichten denke, in denen jeder Teil unabdingbar und in der Wirkung übereinstimmend mit jedem anderen Teil des Gedichts ist.“
Frühe Rezensionen sahen das Gedicht als Teil von Lamia, Isabella, the Eve of St. Agnes, and Other Poems an. Im Juli 1820 behauptete im Monthly Review ein anonymer Kritiker, “this writer is very rich both in imagination and fancy; and even a superabundance of the latter faculty is displayed in his lines ‘On Autumn’, which bring the reality of nature more before our eyes than almost any description that we remember. […] If we did not fear that, young as is Mr K., his peculiarities are fixed beyond all the power of criticism to remove, we would exhort him to become somewhat less strikingly original,—to be less fond of the folly of too new or too old phrases,—and to believe that poetry does not consist in either the one or the other.” Josiah Conder erwähnte in der Septemberausgabe des Eclectic Review von 1820 „One naturally turns first to the shorter pieces, in order to taste the flavour of the poetry. The following ode to Autumn is no unfavourable specimen.” Im Edinburgh Magazine für den Oktober 1820 wurden dem Herbstgedicht gemeinsam mit The ode to ‘Fancy’ „große Verdienste“ zugesprochen.
Die viktorianische Epoche war durch ein abschätziges Urteil über Keats schwachen Charakter gekennzeichnet, seine Gedichte zeigten Sinnlichkeit ohne Substanz, langsam fanden aber gegen Mitte des Jahrhunderts zaghafte Anerkennung. 1844 bewertete George Gilfillian das Herbstgedicht als eines der feinsten der kürzeren Gedichte Keats. 1851 lobte David Macbeth Moir die vier Oden—To a Nightingale, To a Grecian Urn, To Melancholy, and To Autumn, wegen ihres Gehalts an tiefen Gedanken und ihres pittoresken und suggestiven Stils. 1865 hob Matthew Arnold hervor, das Gedicht sei unbeschreibbar zart, zauberhaft und vollendet. John Dennis nannte 1883 das Gedicht eines der wertvollsten Edelsteine der Lyrik. 1888 erklärte die Enzyklopädie Britannica, das Herbstgedicht sei vielleicht mit der Ode auf eine griechische Urne die der absoluten Perfektion nächsten.
1904 behauptete Stephen Gwynn, “above and before all [of Keats’s poems are] the three odes, „To a Nightingale“, „On a Grecian Urn“, and „To Autumn“. Among these odes criticism can hardly choose; in each of them the whole magic of poetry seems to be contained.” Sidney Colvin wies 1917 darauf hin, “the ode „To Autumn“ […] opens up no such far-reaching avenues to the mind and soul of the reader as the odes „To a Grecian Urn“, „To a Nightingale“, or „On Melancholy“, but in execution is more complete and faultless than any of them.” 1934 stellte Margaret Sherwood fest, das Gedicht sei “a perfect expression of the phase of primitive feeling and dim thought in regard to earth processes when these are passing into a thought of personality.”
Harold Bloom nannte „To Autumn“ 1961 das „perfekteste kürzere Gedicht in der englischen Sprache“. Walter Jackson Bate schloss sich diesem Urteil 1963 an: “[…] each generation has found it one of the most nearly perfect poems in English.” 1973 schrieb Stuart Sperry:, “‘To Autumn’ succeeds through its acceptance of an order innate in our experience – the natural rhythm of the seasons. It is a poem that, without ever stating it, inevitably suggests the truth of ‘ripeness is all’ by developing, with a richness of profundity of implication, the simple perception that ripeness is fall.” 1981, vertrat William Walsh die Auffassung, “Among the major Odes […] no one has questioned the place and supremacy of ‘To Autumn’, in which we see wholly realized, powerfully embodied in art, the complete maturity so earnestly laboured at in Keats’s life, so persuasively argued about in his letters.” Helen Vendler erklärte 1988, “in the ode ‘To Autumn,’ Keats finds his most comprehensive and adequate symbol for the social value of art.”

## Übersetzungen ins Deutsche (Auswahl)
- Mirko Bonné: An den Herbst. Bei Lyrikwelt.
- An die Herbstzeit. In: John Keats: Gedichte (= Druck der Ernst-Ludwig-Presse. 9). Übertragen von Gisela Etzel. Insel-Verlag, Leipzig 1910, S. 23–24, (bei Zeno).
- Christiane Wyrwa: John Keats. (1795–1821). Annäherungen an Leben und Werk (= Punctum. Abhandlungen aus Kunst & Kultur. 6). Scaneg, München 1995, ISBN 3-89235-106-6, S. 199.
- Paul Hoffmann:  An den Herbst, bei Otago. German Studies, University of Otago